# Hermann Frank Meyer
Hermann Frank Meyer (* 26. September 1940 in Hannover; † 12. April 2009 in Riepholm) war ein deutscher Unternehmer und Publizist.
Meyer wuchs in Dorfmark auf und lernte Außenhandelskaufmann in Hamburg. Nach Auslandsaufenthalten in Spanien, Frankreich, der Schweiz, Nigeria und den USA lebte er seit 1966 in Brüssel. Meyer leitete dort die Europa-Filiale eines US-Unternehmens. 1968 war er einer der Mitbegründer der belgischen Amnesty International. Ab 1980 baute er dann sein eigenes Werkzeugmaschinen-Unternehmen auf. 
Mit Beginn der 1990er Jahre beschäftigte Meyer sich mit der Geschichte der deutschen Gebirgstruppe und der  deutschen Besatzungszeit in Griechenland 1941 bis 1945. Dazu angeregt wurde Meyer durch das Schicksal seines Vaters, der 1943 als Oberleutnant der Wehrmacht von griechischen Partisanen verschleppt und getötet worden war. Ein Angebot zum Austausch hatte er abgelehnt, um seine Kameraden nicht im Stich zu lassen. Meyer veröffentlichte u. a. Bücher über den griechischen Freiheitskampf, das Massaker von Kommeno und die Kriegsverbrechen der 117. Jäger-Division in Serbien und Griechenland und wirkte an TV-Dokumentationen mit. 2002 wurde er Ehrenbürger der Gemeinde Kommeno, Griechenland. 2005 wurde ihm auf Betreiben von Bundespräsident Johannes Rau das Bundesverdienstkreuz verliehen.
Meyer war verheiratet, hatte zwei Kinder und war in der Freizeit Langstreckenläufer und Triathlet. Er starb in der Nähe seines Geburtsortes nach einem Fahrradunfall.

## Publikationen
- Blutiges Edelweiß. Die 1. Gebirgs-Division im Zweiten Weltkrieg. 2. Aufl. Ch. Links Verlag, Berlin 2008, ISBN 978-3-86153-447-1 (Online)
- Von Wien nach Kalavryta. Die blutige Spur der 117. Jäger-Division durch Serbien und Griechenland. In: Peleus: Studien zur Geschichte Griechenlands und Zyperns. Band 12. Bibliopolis, Mannheim/Möhnesee 2002, ISBN 3-933925-22-3 (eingeschränkte Vorschau in der Google-Buchsuche [abgerufen am 13. Dezember 2023]). (Rezension in: Walter Manoschek: Rezensionen. In: Zeitgeschichte, Jahrgang 2004, S. 144 (online bei ANNO).)
- Kommeno: erzählende Rekonstruktion eines Wehrmachtsverbrechens in Griechenland. Romiosini, Köln 1999, ISBN 3-929889-34-X
- Vermißt in Griechenland: Schicksale im griechischen Freiheitskampf 1941–1944. Frieling, Berlin 1992, ISBN 3-89009-376-0